# بروميليا قدم الأرنب
بروميليا قدم الأرنب (الاسم العلمي: Bromelia lagopus) هو نوع نباتي يتبع جنس البروميليا من فصيلة البروميلية.